# Teatro Stabile di Catania
Le Teatro Stabile di Catania (littéralement « Théâtre permanent de Catane ») est une institution théâtrale basée à Catane en Sicile créée en 1958. 

## Histoire et description
Le Teatro Stabile est composé de deux théâtres, le Teatro Giovanni Verga et le Teatro Angelo Musco. Chaque année, le programme offre un choix de nombreux spectacles, en partie auto-produits. C'est le premier théâtre permanent du Sud de l'Italie.
Le théâtre a été fondé en 1958 sous l'appellation Ente Teatro di Sicilia, dans la petite salle du Théâtre Angelo Musco, qui contenait seulement 250 places. Les membres fondateurs sont les acteurs siciliens Turi Ferro, Rosina Anselmi, Umberto Spadaro, Turi Pandolfini et Michele Abruzzo, le notaire Gaetano Musumeci et le journaliste Mario Giusti  directeur artistique de l'institution pendant une trentaine d'années,.
Les fondateurs du théâtre lui ont donné une forte identité traditionnelle, par la restauration du patrimoine théâtral sicilien, représenté par les œuvres de Angelo Musco, Luigi Capuano, Giovanni Verga, Federico De Roberto, Nino Martoglio, Antonino Russo Giusti, Luigi Pirandello, Vitaliano Brancati et Ercole Patti, entre autres. 
L'établissement reconnu d’intérêt public bénéficie du financement de la ville de Catane, de la Province et de la Région. 
En 1962, l'établissement a été rebaptisé Teatro Stabile di Catania.